# Фрасин (Дондюшанский район)
Фрасин (рум. Frasin) — село в Дондюшанском районе Молдавии. Является административным центром коммуны Фрасин, включающей также сёла Карайман и Новые Кодряны.

## География
Село расположено на высоте 202 метров над уровнем моря.

## Население
По данным переписи населения 2004 года, в селе Фрасин проживает 1306 человек (620 мужчин, 686 женщин).
Этнический состав села:
| Национальность | Число жителей | Процентный состав |
| -------------- | ------------- | ----------------- |
| молдаване      | 1284          | 98.32             |
| украинцы       | 14            | 1.07              |
| русские        | 7             | 0.54              |
| болгары        | 1             | 0.08              |
| Всего          | 1306          | 100%              |